# Kerem ha-Tejmanim

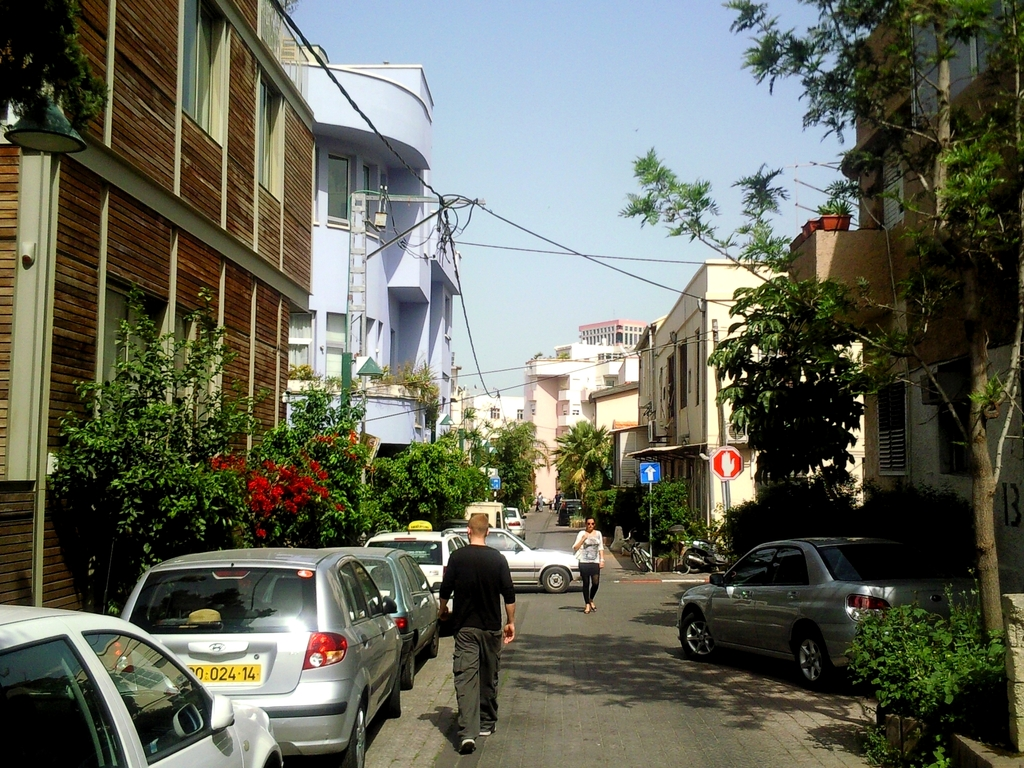
Zástavba v čtvrti Kerem ha-Tejmanim

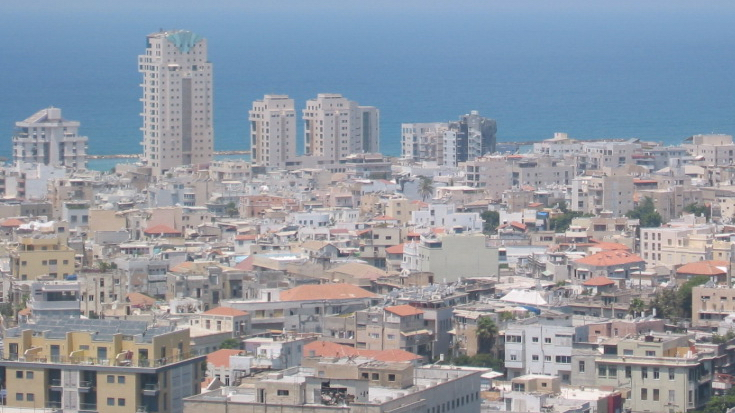
Letecký pohled na čtvrť Kerem ha-Tejmanim

Kerem ha-Tejmanim (hebrejsky: כרם התימנים, doslova Jemenitská vinice) je čtvrť v centrální části Tel Avivu v Izraeli. Je součástí správního obvodu Rova 5 a samosprávné jednotky Rova Lev ha-Ir.

## Geografie
Leží na jihozápadním okraji centrální části Tel Avivu, na pobřeží Středozemního moře, v nadmořské výšce okolo 10 metrů. Jihozápadě od ní leží čtvrť Menašija, ve 2. polovině 20. století takřka zcela zbořená a nahrazená komerčními a hotelovými komplexy, na jihu pak leží čtvrti Šabazi a Neve Cedek.

## Popis čtvrti
Čtvrť na severu a severovýchodě vymezuje Allenbyho ulice, na jihu ulice Karmelit, na východě ulice ha-Karmel, kde stojí tržnice Šuk ha-Karmel, a na západě mořské pobřeží. Zástavba má charakter husté blokové městské výstavby. Podél moře vyrůstají výškové hotelové a obytné rezidenční komplexy. V roce 2007 tu žilo 4560 lidí.  Jméno čtvrti odkazuje na jemenitské Židy, kteří ji založili a obývají. Jde o jednu z nejstarších částí města.